# John Elton
Ne doit pas être confondu avec Elton John.
John Elton (mort en 1751), était un explorateur, constructeur naval et marin britannique, connu pour son engagement au service de Nâdir Châh de Perse (1736-1747).

## Biographie
John Elton est envoyé par le gouvernement russe en 1735 dans le sud de la Russie pour assister l'expédition d'Orenburg, avec le rang de capitaine de la marine. Au cours de cette mission, il doit explorer la Mer d'Aral, mais les Tatars l'empêchent d'atteindre le lac. Il parcourt alors le sud-est de la frontière de la Russie, en particulier une partie des bassins de la Kama, de la Volga, et de Jaik. De retour à Saint-Pétersbourg en janvier 1738, il a prend ombrage de ne pas obtenir de promotion et quitte le service de la Russie. 
Il propose alors à des fabricants britanniques de commercer pour eux à travers la Russie, vers l'Iran et l'Asie centrale en passant par la Mer Caspienne. Il s'associe avec Mungo Graeme, un jeune Écossais, obtient des crédits destinées à Khiva et de Boukhara. Ils quittent Moscou le 19 mars 1738 ou 1739, et descendent le cours de la Volga de Nijni Novgorod à Astrakhan, où ils s'embarquent sur la mer Caspienne pour Karagansk. À Karagansk, ils sont informés de que l'état de la steppe empêche de la traverser, et décident de continuer leur voyage vers Rasht en Iran. Elton réussit à bien vendre ses marchandises, et obtient du Chah un décret lui accordant la liberté de commerce dans tout l'Iran, et des privilèges extraordinaires. 
Il persuade alors la Compagnie de Moscovie de s'associer au projet. L'accord est approuvé en 1742 par le Parlement anglais. En 1742, deux navires ont été construits sur la mer Caspienne. Il prend le commandement du premier. Ces navires sont sous pavillon anglais, qu'Anthony Jenkinson déclarait être le premier à avoir déployé sur la Caspienne presque deux siècles avant, en 1558. Les craintes de la cour de russie sont éveillés par des informations selon lesquelles Elton construit pour Nâdir Châh des vaisseaux de facture européenne. La Compagnie de Moscovie en voie alors Jonas Hanway enquêter sur place. Il arrive à Rasht le 3 décembre 1743 et confirme les faits. La cour de Russie, indignée, refuse son accord pour ce commerce sur la Caspienne et ruine ainsi les espoirs de Compagnie de Moscovie
Entretemps Elton a construit un navire de vingt canons pour Nader Shah, placé sous son commandement. Il est nommé amiral de la mer Caspienne, et reçoit l'ordre d'obliger tous les navires russes à saluer son drapeau. Pendant la période où il est au service de Nader, il transporte à deux reprises des marchandises vers Bakou, et il reconnait  la côte sud du Daghestan, en préparation d'une nouvelle campagne du Daghestan (en).
La compagnie de Russie lui ordonne vainement en octobre 1744 de revenir en Angleterre. Elton invoque un décret de Nader Shah lui interdisant de quitter l'Iran. L'offre d'une pension de la Compagnie et d'un poste dans la Royal Navy sont également sans effet. Elton maintient qu'un sujet britannique peut loyalement se mettre au service d'un État étranger en bons termes avec sa patrie, et qu'il est dégagé de ses obligations vis-à-vis de la Russie. À la mort de Nader, il échappe de justesse à un assassinat, mais trouve protection auprès de plusieurs princes perses. En 1751, il se range dans le camp de Mohammad Hassan Khan, et est attaqué dans sa maison de Gilan par la faction rivale. Il est fait prisonnier par le gouverneur de Gilan, Hajji Jamal Fumani (en), pour avoir refusé de protéger Rasht devant l'avance des Qajars. Il est fusillé par la suite.
Une large part du journal d'Elton pendant sa première expédition en Perse en 1739 a été publié dans l'ouvrage de Jonas Hanway, Historical Account of the British Trade over the Caspian Sea (1754). Le Lac Elton dans le sud-est de la Russie porte son nom.
Il est l'inventeur du Elton's quadrant breveté en 1728. Il fit une communication sur cette instrument dans les Philosophical Transactions of the Royal Society en 1732.